# Like You'll Never See Me Again
"Like You'll Never See Me Again" – piosenka R&B/soul stworzona przez Alicię Keys i Kerry'ego Brothersa Jr. na trzeci studyjny album Keys, As I Am (2007). Wydany jako drugi singel z krążka, utwór wyprodukowany został przez Keys oraz Brothersa.

## Informacje o singlu
Piosenkę po raz pierwszy można było usłyszeć podczas audycji w radiu WVEE, w Atlancie dnia 25 października 2007. Artystka zaprezentowała utwór w programie Good Morning America dnia 13 listopada 2007. Podkład muzyczny kompozycji łudząco przypomina melodię utworu Prince'a "Purple Rain".

## Teledysk
W teledysku do singla gościnnie pojawia się raper Common, który gra miłość Keys. W pierwszych ujęciach klipu możemy zobaczyć, iż bohater ginie w wypadku motocyklowym. Charakterystyczną cechą wideoklipu jest przedstawianie zdarzeń "od końca". Klip miał premierę dnia 13 listopada 2007 roku podczas programów TRL oraz 106 & Park. Teledysk odbył także premierę dnia 22 listopada 2007 na portalu Yahoo! Music.

## Formaty i listy utworów singla
| #                                 | Tytuł                                                       | Czas |
| --------------------------------- | ----------------------------------------------------------- | ---- |
| Amerykański Promo CD Singel       |                                                             |      |
| 1.                                | "Like You'll Never See Me Again" (Radio Edit)               | 4:07 |
| 2.                                | "Like You'll Never See Me Again" (Instrumental)             | 5:14 |
| 3.                                | "Like You'll Never See Me Again" (Call Out Hook)            | 0:10 |
| Amerykański Promo Remix CD Singel |                                                             |      |
| 1.                                | "Like You'll Never Say Me Again" (Remix featuring Ludacris) | 3:56 |
| Brytyjski CD Singel               |                                                             |      |
| 1.                                | "Like You'll Never Say Me Again" (Album Version)            | 5:15 |
| 2.                                | "Like You'll Never Say Me Again" (Seiji Club Mix)           | 6:56 |

## Pozycje na listach
| Lista przebojów (2007/08)           | Najwyższa pozycja |
| ----------------------------------- | ----------------- |
| Irlandia Singles Chart              | 48                |
| Szwecja Singles Top 60 Chart        | 57                |
| UK Singles Chart                    | 53                |
| USA Billboard Hot 100               | 12                |
| USA Billboard Pop 100               | 51                |
| USA Billboard Hot R&B/Hip-Hop Songs | 1                 |
| United World Chart                  | 36                |